# Qeqqata
Qeqqata is een gemeente in Groenland, die op 1 januari 2009 is ontstaan door de samenvoeging van de gemeenten Maniitsoq en Sisimiut.

## Plaatsen in Qeqqata
- Maniitsoq (Sukkertoppen)
  - Kangaamiut
  - Atammik
  - Napasoq
- Sisimiut (Holsteinsborg), zetel van het gemeentebestuur
  - Kangerlussuaq (Søndre Strømfjord)
  - Itilleq
  - Sarfannguit

Gemeenten: Avannaata · Kujalleq · Qeqertalik · Qeqqata · Sermersooq 

Nationaal park Noordoost-Groenland

Buiten overheidsgebied: Thule Air Base